# Império Safárida
O Império Safárida (em persa: سلسله صفاریان‎) foi um persianato muçulmano do Sistão que governou sobre partes do Irã Oriental, com sua capital em Zaranje (uma cidade atualmente no sudoeste do Afeganistão), Coração, Afeganistão e Baluchistão de 861 até 1003. A dinastia reinante, os persas safáridas, foi fundada por Iacube ibne Alaite Alçafar, que nascera em 840 em uma pequena cidade chamada Carnim, que situava-se a leste de Zaranje e oeste de Boste, no atual Afeganistão. Iacube tomou controle do Sistão e começou a conquistar grande parte do Irã e Afeganistão, bem como partes do Paquistão, Tajiquistão e Uzbequistão.
Os safáridas utilizaram-se de sua capital Zaranje como base para uma agressiva expansão a leste e oeste. Eles primeiro invadiram as áreas ao sul do Indocuche no Afeganistão e então ameaçaram a dinastia taírida, anexando o Coração em 873. Pelo tempo da morte de Iacube, ele tinha conquistado o vale de Cabul, Sinde, Tocaristão, Macrão (Baluchistão), Carmânia, Pérsis, Coração e quase alcançou Bagdá, mas então sofreu uma derrota contra o Califado Abássida. O Império Safárida não durou muito após a morte de seu fundador. Seu irmão e sucessor, Anre ibne Alaite, foi derrotado na Batalha de Bactro contra Ismail Samani em 900. Anre ibne Alaite foi forçado entregar muitos de seus territórios ao Império Samânida. Subsequentemente, os safáridas seriam confinados ao Sistão, momento este que tornar-se-iam vassalos dos samânidas e seus sucessores.

## História

### Fundação
A dinastia safárida começou com Iacube ibne Alaite Alçafar, filho de Alaite, um caldeireiro que mudou-se para a cidade de Zaranje. Ele deixou sua função para tornar-se um Ayyār e posteriormente adquiriu o poder como governante independente. De sua capital Zaranje ele dirigiu-se para leste rumo a al-Rukhkhadj e Zamindavar e então para os Zumbil e Cabul Xai por 865. Ele então invadiu Bamiã, Bactro, Badeguis e Gor. Em nome do islamismo, ele conquistou estes território que eram governados principalmente por chefes tribais budistas. Ele tomou vasta quantidade de saque e escravos desta campanha.
| “ | Exércitos árabes portando a bandeira do Islã apareceram do Oeste para derrotar os sassânidas em 642 e então eles marcharam com confiança para Leste. Na periferia ocidental da área afegã os príncipes de Herate e Sistão desistiram para serem governados por governantes árabes mas no Leste, nas montanhas, cidades submeteram-se apenas para ascenderam em revolta e a conversão apressada voltou-se para suas antigas crenças uma vez que os exércitos passaram. A dureza e avareza do governo árabe produziu tamanha insatisfação, contudo, que uma vez que o poder declinou do califado tornou-se aparente, governantes nativos novamente estabeleceram-se independentes. Dentre estes os safáridas do Sistão brilharam brevemente na área afegã. O fundador fanático desta dinastia, o aprendiz de caldeireiro Iacube ibne Alaite Alçafar, saiu de sua capital em Zaranje em 870 e marchou através de Boste, Candaar, Gásni, Cabul, Bamiã, Bactro e Herate, conquistando em nome do Islã. | ” |

A cidade taírida de Herate foi capturada em 870 e sua campanha na região de Bagdis levou à captura dos carijitas que mais tarde formaram o contingente Djash al-Shurat em seu exército. Iacube então virou seu foco para o ocidente e começou a atacar o Coração, Cuzestão, Carmânia (sudeste do Irã) e Pérsis (sudeste do Irã). Os safáridas então tomaram o Cuzestão e partes do sul do Iraque, e em 876 chegaram perto de derrubar os abássidas, cujo exército foi capaz de empurrá-los apenas dentro de alguns dias de marcha de Bagdá. Estas incursões, contudo, forçaram o Califado Abássida a reconhecer Iacube como governador do Sistão, Pérsis e Carmânia, e até mesmo foi oferecido postos chave aos safáridas em Bagdá.

### Derrocada
Em 901, Anre Safari foi derrotado na batalha de Bactro pelo Império Samânida, que reduziu o Império Safárida a um pequeno tributário no Sistão. Em 1002, Mamude do Império Gasnévida invadiu o Sistão e destronou Calafe ibne Amade, dando fim ao Estado safárida.

## Cultura
Os safáridas deram muita atenção à cultura persa. Sob o governo deles, o mundo islâmico oriental testemunhou a emergência de proeminentes poetas persas tais como Fairuz do Maxerreque, Abu Salique de Jirjã e Maomé ibne Uacife do Sistão, que foi um poeta cortesão. No final do século IX, os safáridas deram impeto ao renascimento da nova literatura e cultura persas. Após a conquista de Herate por Iacube, alguns poetas escolheram celebrar sua vitória em árabe, após o que Iacube solicitou a seu secretário, Maomé ibne Uacife, composse tais versos em persa. Das minas de prata no Vale de Panjexir, os safáridas foram capazes de cunhar moedas de prata.

## Governantes safáridas

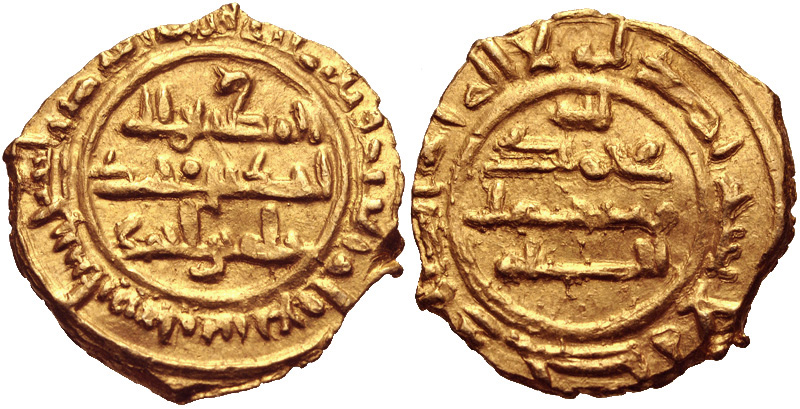
Dinar de ouro de Amade ibne Maomé ibne Calafe ibne Alaite ibne Ali r.

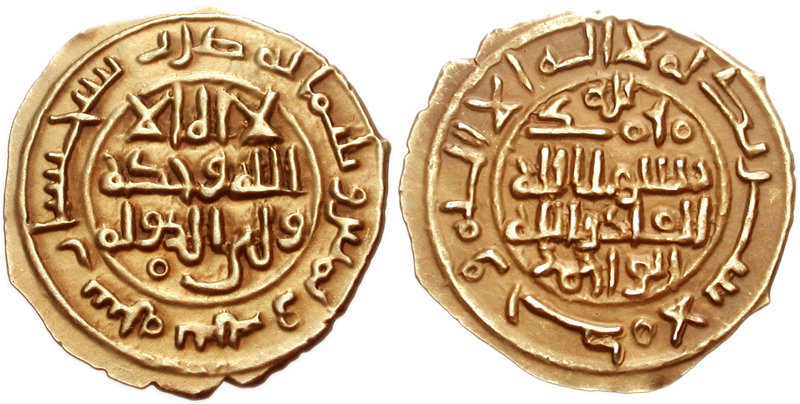
Dinar de ouro de Calafe ibne Alaite r.

| Título                                                              | Nome pessoal                                                                              | Reinado  |
| ------------------------------------------------------------------- | ----------------------------------------------------------------------------------------- | -------- |
| Independência do Califado Abássida                                  |                                                                                           |          |
| Amir أمیر‎ al-Saffar caldeireiro الصفار‎                              | Iacube ibne Alaite یعقوب بن اللیث ‎                                                        | 861-879  |
| Amir أمیر‎                                                           | Anre ibne Alaite عمرو بن اللیث ‎                                                           | 879-901  |
| Amir أمیر‎ Abul-Hasan أبو الحسن‎                                      | Tair ibne Maomé ibne Anre طاھر بن محمد بن عمرو ‎ co-governante Iacube ibne Maomé ibne Anre | 901-908  |
| Amir أمیر‎                                                           | Alaite اللیث بن علي‎                                                                       | 908-910  |
| Amir أمیر‎                                                           | Maomé ibne Ali ibne Alaite محمد بن علي‎                                                    | 910-911  |
| Amir أمیر‎                                                           | Almuadal المعضل ابن علي‎                                                                   | 911      |
| Amir أمیر‎ Abu Hafes ابو حفص‎                                         | Anre ibne Iacube عمرو بن یعقوب بن محمد بن عمرو‎                                            | 912-913  |
| Ocupação pelo Império Samânida em 913-922                           |                                                                                           |          |
| Amir أمیر‎ Abu Ja'far ابو جعفر‎                                       | Amade ibne Maomé ibne Calafe ibne Alaite ibne Ali                                         | 922-963  |
| Amir أمیر‎ Wali-ud-Daulah ولي الدولة ‎                                | Calafe ibne Amade                                                                         | 963-1002 |
| Conquistado por Mamude ibne Sebutiquim do Império Gasnévida em 1002 |                                                                                           |          |